# ماريليانو
ماريليانو هي مدينة وبلدية لمنطقة نابلس الحضرية،كامبانيا في إيطاليا.
| 'ماريليانو'                                                                                    |
| ---------------------------------------------------------------------------------------------- |
| بلديه                                                                                          |
| مدينة نابلس الحضارية                                                                           |
|                                                                                                |
| البلد إيطاليا                                                                                  |
| المنطقة كامبانيا                                                                               |
| الاجزاء لوسدوميني وكاسافيرو وميولي وفايبانو وبونتيسيترا وسان نيكولا.                           |
| الحكومة - رئيس بلدية أنطونيو سودانو                                                            |
| المساحة - إجمالي 22.6 km2 (8.7 ميل مربع)                                                       |
| الارتفاع 30 متر (100 قدم)                                                                      |
| السكان (1 أبريل 2009) - إجمالي 30263 - الكثافة 1,300 / km2 (3,500 / ميل مربع)                  |
| ديمونيم ماريجليانيزي                                                                           |
| المنطقة الزمنية CET (UTC + 1) - الصيف (DST) CEST (UTC + 2) الرمز البريدي 80034 رمز الاتصال 081 |
| القديسين سيباستيان اليوم المقدس 20 يناير                                                       |
| الموقع الموقع الرسمي                                                                           |

## السكان
في سنة 1861 بلغ عدد السكان 9٬335 نسمة، وتطور العدد ليصل في سنة 2011 لـ 30٬247 نسمة.
يظهر هذا المخطط البياني تطور النمو السكاني لـ ماريليانو

## الجغرافيا
تقع البلده على بعد 19 كلم من مدينة نابولي وتشمل المدن القريبه منها: أكيرا وبروسيانو وماريجليانيلا ونولا وسان فيتاليانو وسيسيانو وسوما فيزوف.

## التاريخ
اثبتت الاكتشافات الاثرية ان منطقة ماريليانو مستوطنة منذ وقت مبكر في القرن الأول والثاني قبل الميلاد. وتذكر الوثائق القديمة ان البلدة يعود عمرها إلى عام 917 م، حيثُ كانت مُلكاً لعائلة ماستريللي منذ عام 1644 إلى عام 1799 عندما اُعتقل الدوق الاخير لمالريليانو، جوليو ماستريللي، خلال الغزو النابليوني لايطاليا وفي عام 1806 أصبحت مبنى للبلدية.

## المعالم السياحية الرئيسية
- كنيسة سانتا ماريا ديلي قرازي حيث وسعها دومينيكو أنطونيو فاكارو في وقت مبكر من القرن 18 .
- برج جرس التوف الذي يبعد 40.3 متر عن المدينة وقد بني منذ عام 1494. دُمرت قبته الصغيره العليا المغطاة بالخزف الاصفر في زلزال وقع عام 1980، ولكن تم إعادة بنائها إلى نفس الشكل ولكن مع مواد مختلفة.
- قلعة الدوق المعروفة منذ القرن 12 ميلادي ولكن لا تزال خطة المربع والأبراج ذات الزوايا باقية منذ القرون الوسطى.
- كنيسة انونزياتا مع محارب قوطية من حقبة متاخره، والتي تضم خشبه ملونه في مذبح عالي كذلك تضم الواح ثلاثية يعود عمرها لأواخر القرن ال15.
- دير القديس فيتوس.

## الجريمة المنظمة
في أكتوبر 2000، وافق البرلمان الإيطالي على النتائج التي توصلت إليها اللجنة التي درست أنشطة كامورا في كامبانيا. ووفقا لهذا المصدر فأن مارجيليانو أصبحت بقوة تحت سيطرة كامورا ولا سيما الجماعة التي يقودها أنطونيو كاباسو. ولقد استفادت هذه المجموعه من جهود تطبيق القانون الذي قضى على عدوها الرئيسي وكانت مافيا كامورا بقيادة عائلة مازاريلا التي تقع في بونتي سيترا، في ماريليانو. وتؤثر الكامورا بشدة على الحياة الاجتماعية والأنشطة الاقتصادية ومن الانشطة الرئيسية هي العلاج الغير مشروع باستخدام النفايات الصناعية والحضريه في منطقه ريفيه في ماريليانو وهي منطقة كبيرة تحتوي على نولا واكيرا وماريليانو نفسها.

## الصحة
نشرت المجلة العلمية لانسيت لعلم الأورام في عام 2004 دراسه من قبل الباحث الإيطالي ألفريدو مازا، وهو فيزيولوجي في لجنة المصالحة الوطنية الإيطالية (المركز القومي للبحوث). وقد كشفت هذه الدراسة الوضع الخطير في ريف ماريليانو وتأثيره السلبي على صحة شعبها، وبين أن الوفيات الناجمة عن السرطان هي أعلى بكثير من المتوسط في تلك المنطقة وفقاً للمتوسط الأوروبي ووصفه بأسم "مثلث الموت"

## المدن التوأم
الولايات المتحدة الأمريكية ماديسون، نيو جيرسي، منذ عام 2006.